# 503 Evelyn
503 Evelyn је астероид главног астероидног појаса са пречником од приближно 81,68 km.
Афел астероида је на удаљености од 3,199 астрономских јединица (АЈ) од Сунца, а перихел на 2,247 АЈ.
Ексцентрицитет орбите износи 0,174, инклинација (нагиб) орбите у односу на раван еклиптике 5,009 степени, а орбитални период износи 1641,497 дана (4,494 године).
Апсолутна магнитуда астероида је 9,14 а геометријски албедо 0,058.
Астероид је откривен 19. јануара 1903. године.